# Godavari Arch Bridge
De Godavari Arch Bridge is een brug in Rajamahendravaram, India die de Godavari overspant.
De brug is de laatste van de drie bruggen die de Godavari in Rajamahendravaram overspant. De Havelock Bridge, gebouwd in 1897, was de eerste brug die hier lag. Deze werd tot een eeuw na de bouw gebruikt om pas in 1997 buiten gebruik te worden gesteld. De tweede brug, de Godavari Bridge, is een vakwerkbrug en de op twee na langste spoorwegbrug in Azië. De brug is de langste overspannende brug met voorgespannen beton. De eigenaar en ook onderhouder van deze brug is Indian Railways.

## Galerij

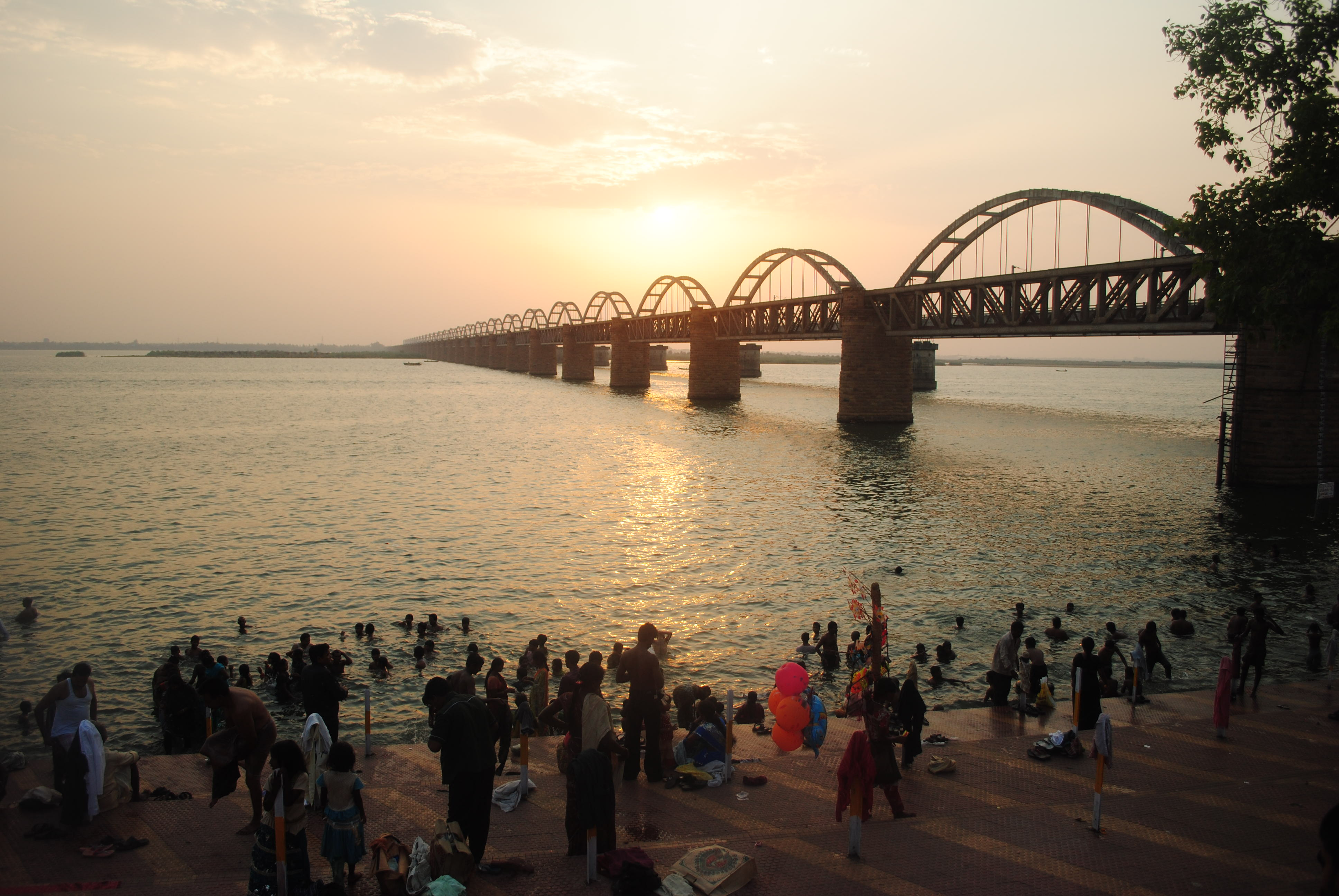
Zonsondergang bij Godavri.
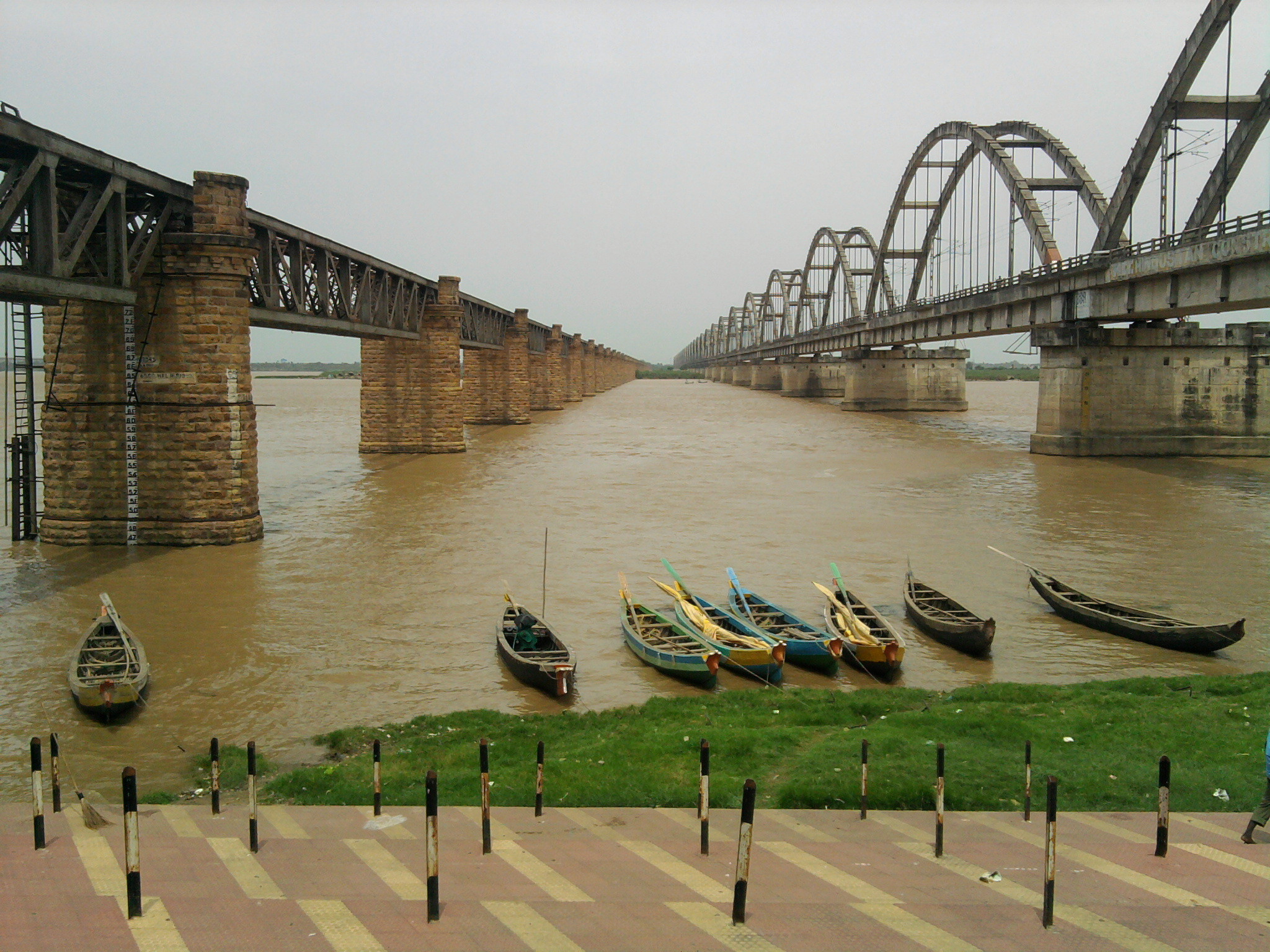
De Godavari Arch Bridge en Godavari Bridge
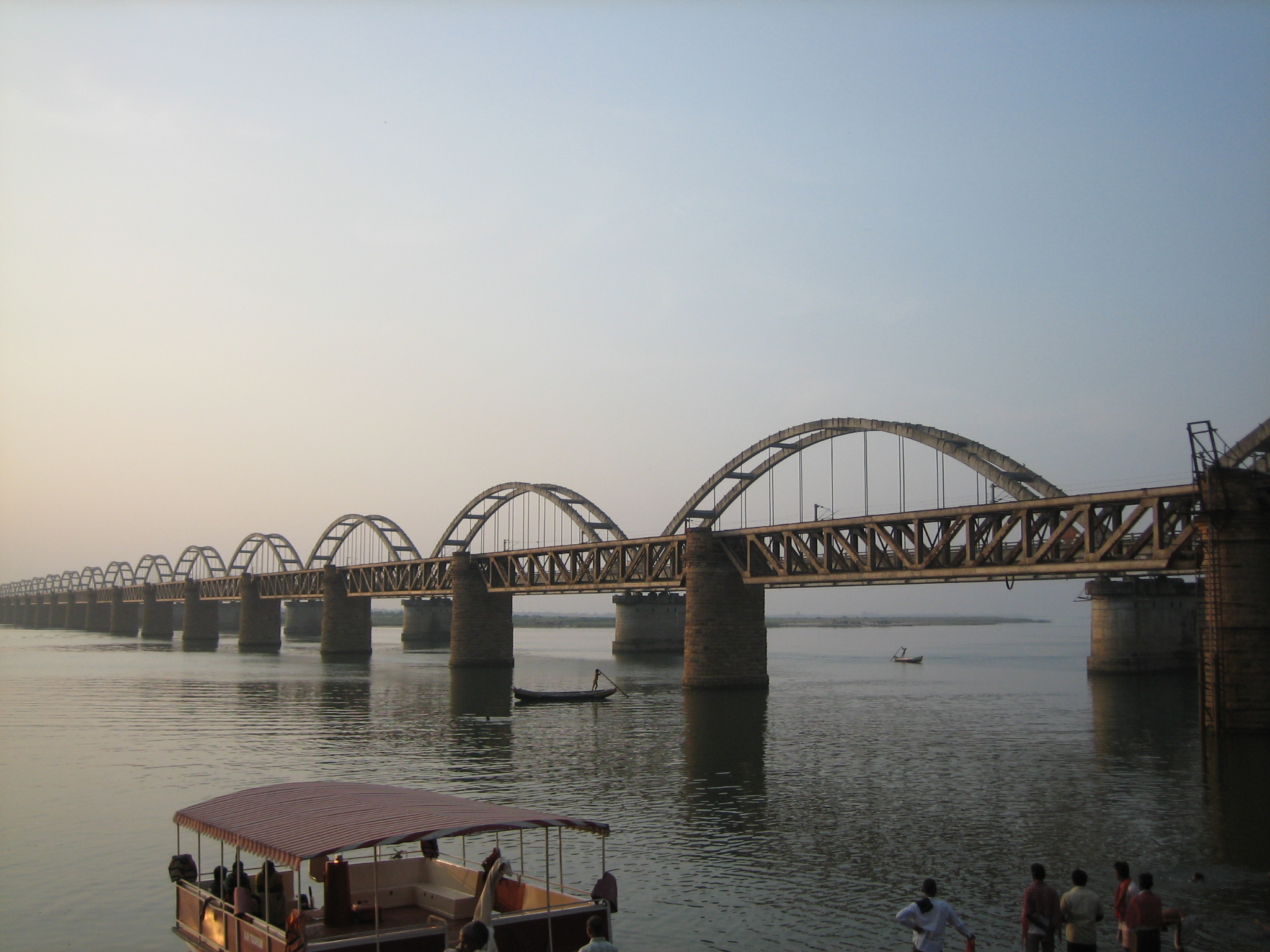
De brug gezien vanaf de kant